# Eleni Dika
Eleni Dika (griechisch Ελενη Δοϊκα, auch Eleni Doika; * 15. November 1995 in Korfu) ist eine griechische Sportlerin der Rhythmischen Sportgymnastik.

## Leben
Eleni begann im Alter von 5 Jahren mit der Sportgymnastik.
Sie turnt für den Turnverein GO Kerkira und ist seit 2009 im Kader der Griechischen Auswahl RG.

## Sportliche Erfolge
| Wettbewerb | Ort              | Formation | Mehrkampf | 5X      | 3X+2X   |
| ---------- | ---------------- | --------- | --------- | ------- | ------- |
| EM 2012    | Nischni Nowgorod | Gruppe    | Rang 08   | Rang 08 | Rang 06 |
| WM 2011    | Montpellier      | Gruppe    | Rang 11   | Rang 10 | Rang 15 |
| OS 2012    | London           | Gruppe    | Rang 09   | Rang 09 | Rang 09 |
| EM 2014    | Baku             | Gruppe    | Rang 10   | Rang 09 | Rang 11 |